# Municipio de Warren (Dakota del Norte)
El municipio de Warren (en inglés: Warren Township) es un municipio ubicado en el condado de Cass en el estado estadounidense de Dakota del Norte. En el año 2010 tenía una población de 139 habitantes y una densidad poblacional de 1,51 personas por km².

## Geografía
El municipio de Warren se encuentra ubicado en las coordenadas 46°45′14″N 97°0′0″O / 46.75389, -97.00000. Según la Oficina del Censo de los Estados Unidos, el municipio tiene una superficie total de 92.34 km², de la cual 92,34 km² corresponden a tierra firme y (0,01 %) 0,01 km² es agua.

## Demografía
Según el censo de 2010, había 139 personas residiendo en el municipio de Warren. La densidad de población era de 1,51 hab./km². De los 139 habitantes, el municipio de Warren estaba compuesto por el 99,28 % blancos y el 0,72 % eran de una mezcla de razas. Del total de la población el 0 % eran hispanos o latinos de cualquier raza.